# Кубок Радивоя Корача
Кубок Радивоя Корача (серб. Куп Радивоја Кораћа) — ежегодное соревнование в Сербии (С 2003 по 2006 год в Сербии и Черногории), второй по значимости турнир после национального чемпионата. Был впервые проведён в сезоне 2002/2003 в тогда ещё Сербии и Черногории, до этого проводился аналогичный турнир, в котором участвовали команды обеих республик. С 2007 года, в связи с распадом Сербии и Черногории в турнире участвуют только Сербские клубы. До 2002 года Кубком Корача назывался европейский клубный турнир.
Отличительной особенностью этого кубка является то, что он проводится в 4 дня (как правило с четверга по воскресенье в середине февраля), в нём участвуют 8 клубов, а игры проводятся на вылет со стадии четвертьфинала.
Клубы как правило получающие право играть в Кубке Радивоя Корача:
- Национальные клубы играющие в Лиге ABA
- Финалисты Кубка Сербии (2-й уровень)
- Лучшие клубы чемпионата Сербии

## Финалы
| Сезон | Чемпион       | Финал        | Финалист      |
| ----- | ------------- | ------------ | ------------- |
| 2003  | ФМП Железник  | 88 : 67      | Хемофарм      |
| 2004  | Црвена звезда | 91 : 89 (ОТ) | Рефлекс       |
| 2005  | Рефлекс       | 88 : 84      | Партизан      |
| 2006  | Црвена звезда | 80 : 65      | Хемофарм      |
| 2007  | ФМП Железник  | 73 : 61      | Партизан      |
| 2008  | Партизан      | 73 : 64      | Хемофарм      |
| 2009  | Партизан      | 80 : 65      | Црвена звезда |
| 2010  | Партизан      | 72 : 62      | ФМП Железник  |
| 2011  | Партизан      | 77 : 73      | ФМП Железник  |
| 2012  | Партизан      | 64 : 51      | Црвена звезда |
| 2013  | Црвена звезда | 78 : 69      | Партизан      |
| 2014  | Црвена звезда | 81 : 80      | Мега          |
| 2015  | Црвена звезда | 80 : 74      | Мега          |
| 2016  | Мега          | 85 : 80      | Партизан      |
| 2017  | Црвена звезда | 74 : 64      | Партизан      |
| 2018  | Партизан      | 81 : 75      | Црвена звезда |
| 2019  | Партизан      | 76 : 74      | Црвена звезда |
| 2020  | Партизан      | 85 : 84 (ОТ) | Црвена звезда |
| 2021  | Црвена звезда | 73 : 60      | Мега          |
| 2022  | Црвена звезда | 85 : 68      | Партизан      |
| 2023  | Црвена звезда | 96 : 79      | Мега          |
| 2024  | Црвена звезда | 85 : 79      | Партизан      |
| 2025  | Црвена звезда | 89 : 83 (ОТ) | Партизан      |

## Титулы
| Клуб          | Победы | Финалы |
| ------------- | ------ | ------ |
| Црвена звезда | 11     | 5      |
| Партизан      | 8      | 8      |
| ФМП Железник  | 3      | 3      |
| Мега          | 1      | 4      |
| Хемофарм      | 0      | 3      |